# MIT Technology Review
La Revista de Tecnología del MIT (en inglés: MIT Technology Review () es una revista estadounidense, perteneciente en su totalidad al Instituto de Tecnología de Massachusetts y editada independientemente de la universidad. Fue fundada en 1899 como The Technology Review ("Revista de Tecnología") y fue relanzada sin incluir "The" en su nombre el 23 de abril de 1998, bajo la dirección del entonces editor R. Bruce Journey. En septiembre de 2005, se transformó, bajo la dirección de su entonces redactor jefe y director, Jason Pontin, a un formato parecido al de la revista histórica.
Antes de su relanzamiento en 1998, el editor declaró que "no quedará nada de la antigua revista excepto el nombre". Por lo tanto, es necesario distinguir entre la Technology Review moderna y la histórica. La revista histórica fue publicada por la MIT Alumni Association ("Asociación de Antiguos Alumnos del MIT"), se ajustaba más a los intereses de los antiguos alumnos del MIT y tenía un tono más intelectual y una difusión pública mucho menor. La revista, que entre 1998 y 2005 se denominó MIT's Magazine of Innovation ("Revista de innovación del MIT") y, a partir de 2005, simplemente Published by MIT ("Publicado por el MIT"), se centraba en la nueva tecnología y en la forma en que esta se comercializa; se vendía al público y estaba dirigida a altos ejecutivos, investigadores, financieros y encargados de la formulación de políticas, así como a los exalumnos del MIT.
En 2011, Technology Review recibió el premio de la prensa independiente Utne Reader por la mejor cobertura en ciencia y tecnología.